# Borkowice (Mazovië)
Borkowice is een dorp in het Poolse woiwodschap Mazovië, in het district Przysuski. De plaats maakt deel uit van de gemeente Borkowice en telt 658 inwoners.